# 1460 w muzyce

## Urodzili się
- 18 lipca – Arnolt Schlick, niemiecki kompozytor i organista (zm. ok. 1521)

### Data nieznana
- Antoine Brumel, flamandzki kompozytor okresu wczesnego renesansu (zm. ok. 1512)
- Juan Pérez de Gijón, hiszpański kompozytor okresu renesansu (zm. 1500)

## Zmarli
- 20 września – Gilles Binchois, franko-flamandzki kompozytor okresu renesansu (ur. ok. 1400)